# Мишенин, Николай Михайлович
Николай Михайлович Мишенин (9 мая 1924, Андреевка, Алтайская губерния — 29 сентября 1943, Репкинский район, Черниговская область) — сержант Рабоче-крестьянской Красной Армии, участник Великой Отечественной войны, Герой Советского Союза (1944).

## Биография
Николай Мишенин родился 9 мая 1924 года в посёлке Андреевка (ныне — Шипуновский район Алтайского края). После окончания семи классов школы и курсов трактористов работал в колхозе. В августе 1942 года Мишенин был призван на службу в Рабоче-крестьянскую Красную Армию. С августа 1943 года — на фронтах Великой Отечественной войны.
К сентябрю 1943 года гвардии сержант Николай Мишенин командовал пулемётным отделением 218-го гвардейского стрелкового полка 77-й гвардейской стрелковой дивизии 61-й армии Центрального фронта. Отличился во время битвы за Днепр. В ночь с 26 на 27 сентября 1943 года отделение Мишенина переправилось через Днепр в районе села Неданчичи Репкинского района Черниговской области Украинской ССР и приняло активное участие в боях за захват и удержание плацдарма на его западном берегу. Находясь в составе небольшой группы, Мишенин атаковал противника и лично уничтожил несколько немецких солдат. В тех боях он получил ранения, от которых умер 29 сентября 1943 года. Похоронен в братской могиле в селе Комаровка Репкинского района.
Указом Президиума Верховного Совета СССР «О присвоении звания Героя Советского Союза генералам, офицерскому, сержантскому и рядовому составу Красной Армии» от 15 января 1944 года за «образцовое выполнение боевых заданий командования по форсированию реки Днепр и проявленные при этом мужество и героизм» гвардии сержант Николай Мишенин посмертно был удостоен высокого звания Героя Советского Союза. Также был награждён орденом Ленина и медалью.

## Память
В честь Мишенина названа школа на его родине. установлен бюст в Шипуново.